# Attentato di Marrakech del 2011
L'attentato a Marrakech del 2011 è considerato uno degli atti terroristici più gravi avvenuti in Marocco dopo gli attentati di Casablanca del 2003.

## Dinamica
Poco prima di mezzogiorno del 28 aprile 2011, un'esplosione all'interno del Café Argana, nella piazza Jamaa el Fna, nella medina di Marrakech, uccise 18 persone e ne ferì altre 25. Inizialmente si pensava a un'accidentale esplosione di gas, ma più tardi vennero tenuti responsabili dei "criminali" e dei "terroristi".
Il governo del Marocco ha accusato il gruppo al-Qāʿida nel Maghreb islamico per l'attentato, che dal 2002 ha avviato una serie di operazioni nell'ambito della cosiddetta insurrezione islamica nel Maghreb. Tuttavia, al-Qāʿida ha negato la responsabilità per l'esplosione:
(AQMI)
Alcune voci sui blog di Internet, successivamente rimossi, sostenevano che l'attacco non fosse opera di terroristi islamici, in quanto il modus operandi era incongruente con Al Qaeda. L'ordigno, fatto esplodere a distanza con un telecomando, ricordava piuttosto i metodi dei gruppi militanti filogovernativi o para-statali. Alcune voci parlavano di un complotto del governo per placare i manifestanti durante la primavera araba.

## Vittime
| Nazionalità | Morti |
| ----------- | ----- |
| Francia     | 8     |
| Svizzera    | 2     |
| Marocco     | 2     |
| Portogallo  | 1     |
| Russia      | 1     |
| Canada      | 1     |
| Regno Unito | 1     |
| Paesi Bassi | 1     |
| Totale      | 17    |

## Indagini

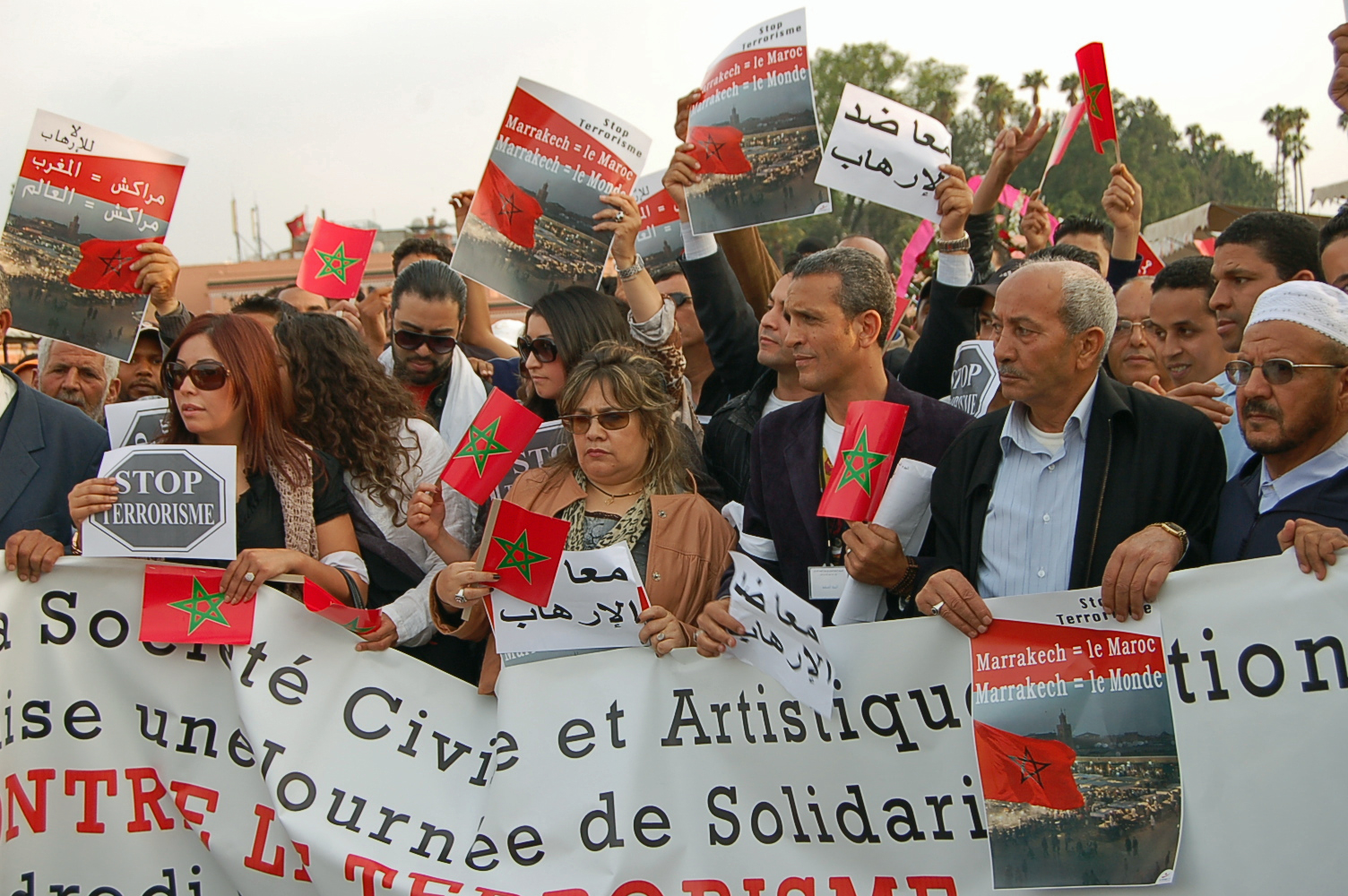
Manifestazione successiva all'attentato

La settimana successiva all'attentato, la polizia marocchina arrestò alcuni appartenenti ad al-Queda, tra cui Adil el-Atmani, originario di Safi, reo confesso dell'attentato. Per sei mesi, l'attentatore si era procurato esplosivi per confezionare la bomba in una pentola a pressione, secondo le istruzioni da lui reperite su internet, al fine di replicare gli attentati del 2004 a Madrid e quelli del 2005 a Londra. Giunto da Safi alla stazione di Marrakech con il treno delle 5:50, l'uomo si diresse verso l'affollata piazza di Jamaa el Fna dopo essersi camuffato da turista neo-hippy con una lunga parrucca, pantaloni larghi e una chitarra a tracolla. Inizialmente voleva colpire il Cafè de France, ma poi aveva scelto il Cafè Argana in quanto principalmente frequentato da "cristiani". A causa dell'abbigliamento eccentrico, viene notato da due turisti olandesi che lo vedono seduto sulla terrazza del Cafè Argana, dove rimane per circa un'ora bevendo un succo d'arancia e latte. Dopo aver lasciato una borsa con 15 kg di esplosivo collegato ad un telefono cellulare, si allontana con un taxi rientrando a casa.
Sul luogo dell'attentato furono rinvenuti dalla polizia marocchina alcuni pezzi di telefonia mobile: dopo l'analisi della lista delle chiamate recenti, si è giunti sulle tracce di Adel al-Othmani, il quale ha confessato dopo l'arresto.
Pur non essendo appartenente ad alcuna organizzazione terrorista, el-Atmani è stato definito un salafita e ammiratore di al-Qa'ida.

## Condanne
Il 28 ottobre 2011, il tribunale di Rabat ha condannato a morte Adil el-Atmani per il suo ruolo nell'attentato esplosivo, mentre Hakim Dah ha ricevuto una condanna a vita. Altre quattro persone sono state condannate a quattro anni di reclusione e tre persone a due anni. Gli imputati hanno protestato che il processo contro di loro si basava su confessioni estorte con la tortura e mancavano prove concrete, inoltre alcuni testimoni della difesa non sono stati ammessi a parlare.
A seguito delle pressioni del governo francese (8 delle 17 vittime erano cittadini francesi), durante il giudizio di appello le pene detentive sono state aumentate da 2 a 4 anni e da 4 a 10 anni, mentre l'ergastolo convertito in pena di morte. Le famiglie delle vittime hanno manifestato la propria contrarietà alla pena capitale, per non creare martiri.